# خوسيه فريري فالكاو
خوسيه فريري فالكاو (بالبرتغالية: José Freire Falcão‏) هو كاهن كاثوليكي برازيلي، ولد في 23 أكتوبر 1925 في سيارا في البرازيل.